# Les Droites en France
Les Droites en France est un ouvrage d'histoire politique de René Rémond, généralement considéré comme l'un des travaux les plus importants de la science politique française et comme l'un des signes avant-coureurs du renouveau de l'histoire politique dans les années 1980.
La première édition est publiée en 1954 aux éditions Aubier sous le titre La Droite en France de 1815 à nos jours. Continuité et diversité d'une tradition politique. L'ouvrage est mis à jour en 1963, après la fin de la Quatrième République ; en 1968, après la crise de mai ; et en 1982, après le passage de la droite dans l'opposition, cette quatrième édition prenant le titre actuel.
L'ouvrage est prolongé et actualisé en 2005 par Les Droites aujourd'hui, dans lequel Rémond revient sur les critiques adressées à sa thèse et en discute l’actualité.

## Contenu de l'ouvrage

### La thèse des trois droites
Dans Les Droites en France, René Rémond développe sa démonstration autour de trois axes. D'une part, il affirme que la dualité droite/gauche structure la vie politique en France, ce qui était contesté à l'époque de la première publication en 1954 (droite et gauche étaient alors divisées et les gouvernements au pouvoir reposaient sur des majorités parlementaires larges à cheval sur la droite et la gauche). D'autre part, il avance  une thèse novatrice selon laquelle il n'y aurait pas en France une seule droite, mais trois, issues des conflits de la Révolution française : les droites légitimiste (droite contre-révolutionnaire), orléaniste (droite libérale) et bonapartiste (droite césarienne). Tout au long de son ouvrage, il s'efforce de retrouver dans chaque courant de la droite l'essence de ces trois idéologies, et analyse successivement les divers avatars de la droite pour y déceler l'héritage du légitimisme, de l'orléanisme et du bonapartisme. Dans son troisième axe, son étude met en évidence une continuité, une filiation entre les diverses expressions de chacune de ces tendances au sein de la droite depuis le début du XIXe siècle. Ainsi, le régime de Vichy se rattache essentiellement à la droite contre-révolutionnaire ; Pinay ou Giscard relèvent de la filiation orléaniste et le gaullisme est issu du bonapartisme.

### Résumé
L'ouvrage se compose de seize chapitres que l’on peut regrouper en trois parties :
1. Rémond tente tout d'abord de définir la droite et les trois courants qui la composent (chapitres I à V).
2. Puis il montre les évolutions qu'elle subit et les difficultés qu'elle rencontre entre la chute du Second Empire et la Seconde Guerre mondiale (chapitres VI à XI).
3. Enfin, il s’intéresse au renouveau contemporain de la droite (chapitres XII à XVI).

#### Recherche de la droite et de ses trois composantes
Cette partie couvre les chapitres I à V, c'est-à-dire une période allant de la fin du Premier Empire en 1815 aux débuts de la Troisième République en 1871. Rémond s'attache tout d'abord à définir la droite : apparition historique du concept, opposition à la gauche socialiste, etc. (chapitre I).
Puis il s'intéresse ensuite plus particulièrement aux trois courants qu'il distingue :
- Le légitimisme, héritier de l'ultraroyalisme, est le premier d'entre eux (chapitre III), il apparaît lors de la Révolution française, à laquelle il s'oppose. C’est un courant réactionnaire, contestant les principes de 1789 et qui n'est au pouvoir que de 1815 à 1830. Il s'enferme ensuite dans l'opposition, dont il ne sort qu'à l’occasion de quelques coalitions (parti de l'Ordre et Ordre moral).
- L'orléanisme (chapitre IV), qui bien que lui aussi monarchiste, reconnaît cependant la Révolution et assume parfaitement son héritage libéral et parlementaire, mais préférant longtemps le suffrage censitaire au suffrage universel. Il faut toutefois distinguer l'orléanisme de pouvoir (celui de Louis-Philippe), parfois autoritaire, et l'orléanisme d'opposition, plus libéral.
- Le bonapartisme (chapitre V), qui met tout particulièrement en avant la personne du souverain, l'exercice solitaire et autoritaire du pouvoir. Il est également marqué par le mépris des hiérarchies naturelles et la recherche permanente du soutien des masses populaires, à travers notamment la pratique du plébiscite. Le bonapartisme, tel qu'il a été pratiqué en particulier par Napoléon III, reconnaît le suffrage universel même s'il se méfie des partis politiques et du parlementarisme.

#### La droite sous la Troisième République
La Troisième République est traitée dans les chapitres VI à XI. René Rémond distingue tout d’abord les diverses coalitions (chap. VI, VII et IX). La première, l'Ordre moral (chap. VI), réunit les trois tendances de la droite de 1871 à 1879, mais les deux traditions monarchiques ne parviennent pas à s'entendre, interdisant ainsi toute restauration. Le bonapartisme, quant à lui, s'affirme véritablement comme une force à part entière, capable de survivre aux ambitions personnelles de ceux qui le symbolisent et à la condamnation entraînée par la chute du Second Empire.
Puis il faut attendre vingt ans pour qu'apparaisse une nouvelle coalition des droites (chap. VII), mais les étiquettes et les programmes politiques sont nouveaux, les monarchistes osent à peine s'afficher comme tels et les bonapartistes ont disparu : c’est le « ralliement ». En fait, l'influence de ces trois mouvements se retrouve dans le nationalisme sous des formes différentes. Le nationalisme offre un programme et scelle la première coalition, celle des anti-dreyfusards, qui reste hétéroclite et opposée au gouvernement. Toutefois avec le Bloc national en 1919 (chap. IX) l'opposition d'hier passe au pouvoir et la droite retrouve des scores comparables à ceux de 1871. Peu à peu, avec Raymond Poincaré, le libéralisme économique et l'orthodoxie financière deviennent des principes fédérateurs contre la gauche.
L'Action française et le maurrassisme (chap. VIII) exercent une influence considérable pendant plusieurs années et semblent un temps réaliser la synthèse des traditions : le nationalisme de l'Action française est monarchiste et antidémocratique, il est en cela héritier du légitimisme ; mais tout comme le bonapartisme, ce courant célèbre le rôle du chef. Rémond trouve même une parenté entre orléanisme et maurrassisme, qui partagent certaines sources communes.
Enfin, Rémond analyse les ligues, la tentation fasciste et le régime de Vichy (chap. X et XI). Le phénomène ligueur conduit à un certain éclatement des droites : le régime s'inspire en partie du maurrassisme mais refuse la monarchie et pratique le centralisme, et son personnel est issu de toutes les familles politiques. Contrairement à une tradition historiographique qui voudrait que les Ligues qui prospèrent dans les années 1930 ne soient qu'une variante française du fascisme international, René Rémond préfère les analyser à l'aune de la tradition des droites françaises. Il en fait plus les héritières du boulangisme, c'est-à-dire d'un certain bonapartisme, que des précurseurs d'une quatrième droite d'essence fasciste. Selon lui, Parti populaire français mis à part, on ne peut parler en France de véritable fascisme. Cette question du « fascisme français » est l'objet de l'une des plus importantes controverses historiennes de la deuxième moitié du XXe siècle, et oppose des historiens français comme Rémond ou Pierre Milza, qui relativisent la portée en France du fascisme et soulignent la singularité et le caractère plus dictatorial et réactionnaire qu'idéologique et révolutionnaire du régime de Vichy, à d'autres chercheurs comme Zeev Sternhell pour qui  l'idéologie fasciste est née en France de la rencontre intervenue peu avant la Première Guerre mondiale d’un nationalisme anti-républicain (Action française) et du syndicalisme révolutionnaire (Georges Sorel), au sein notamment du Cercle Proudhon de Georges Valois.

#### Les droites après 1945
En 1945, on peut croire à la fin de la droite, discréditée par le régime de Vichy et menacée par les partis de masse. Mais en 1952, elle réapparaît sur la scène politique lorsqu'Antoine Pinay, l'un des seuls hommes de la Quatrième République à avoir joui d'une réelle popularité, devient président du Conseil (chapitre XII). Le libéralisme, d'inspiration orléaniste, fait son retour alors que la droite contre-révolutionnaire se cantonne dans l'opposition.
Avec la Cinquième République et le gaullisme (chapitres XIII et XV), la droite revient durablement au pouvoir ; et même si à l'origine le gaullisme ne se veut pas de droite, il tire indéniablement ses sources dans un certain bonapartisme rénové et libéral. La marque de l'orléanisme est sensible dans la constitution de la Cinquième République : dualité entre chef de l'État et gouvernement, bicamérisme assez prononcé, etc. ; mais la pratique constitutionnelle contredit cette vision. René Rémond préfère, lui, y voir un nouvel avatar du bonapartisme : les deux idéologies partagent un même souci de grandeur de la France, se font les chantres d'un État fort, et font de l'appel direct au peuple, notamment par le plébiscite un mode de légitimation et de gouvernement.

### Actualisation de 2005
Alors que la première édition achevait son analyse en 1940, se contentant d'un épilogue intitulé « de Vichy à M. Pinay », l'édition de 1982 comprenait une analyse des évolutions jusqu'à l'époque récente, celle du passage dans l'opposition de la droite.

À l'automne 2005, René Rémond a publié Les Droites aujourd'hui, qui prolonge son ouvrage. S'il considère que sa thèse de la division de la droite en différentes familles depuis le XIXe siècle reste valide, il reconnaît que la droite légitimiste a été marginalisée dans le système politique français :
« La droite que j’appelais “légitimiste” afin de mettre en évidence son origine et de souligner son ancienneté, mais que je préfère aujourd'hui appeler contre-révolutionnaire, n'existe plus guère que comme une survivance archaïque et davantage comme école de pensée que comme expression d’une force politique. »

Il maintient cependant la distinction entre les droites libérales et autoritaires, dans laquelle il voit un facteur toujours fortement structurant de la vie politique française :
« La distinction entre les deux autres droites, “orléaniste” ou libérale, et “bonapartiste” ou autoritaire, est plus vive que jamais : toute l'histoire des droites sous la Ve République s'ordonne autour de leurs rapports et j’ai été amené à faire dans ce livre une place importante au récit et à l’explication de leurs relations. De surcroît, le moment n'est-il pas venu d'enregistrer la naissance ou de prendre acte du passage à droite d'autres composantes du spectre politique et idéologique ? La question se pose pour la démocratie d'inspiration chrétienne comme pour tel rameau du radicalisme. »

## Un ouvrage novateur et critiqué devenu un classique
Par son caractère très conceptuel, l'ouvrage de René Rémond se distingue des ouvrages classiques d'histoire politique. De ce point de vue, il se rapproche de la science politique et ce n'est sans doute pas par hasard que les principales recensions de l'ouvrage dans la presse de l'époque aient été prises en charge par des sociologues et des politologues plutôt que par des historiens. Comme le souligne Michel Winock, l'ouvrage avait en outre l'intérêt « d'affirmer l'autonomie du politique, à une époque où on faisait du champ politique un reflet du champ économique et social ». Il garde aujourd'hui toute sa valeur, et est devenu, au fil de ses rééditions, un véritable classique de la discipline. 
Néanmoins, les critiques ne lui ont pas été épargnées. La principale porte sur le nombre de droites : de nombreux historiens ont souligné que les mutations politiques, économiques et sociales qui ont caractérisé la France à partir des années 1880 ont permis, avec l'ère des masses, l'émergence d'une quatrième droite, nationaliste, antisémite et xénophobe dont le Front national est l'héritier. Ce point de vue a d'ailleurs été pris en compte dans l'analyse rétrospective de son œuvre à laquelle René Rémond s'est essayé en 2005 dans son ouvrage Les Droites aujourd'hui. L'historien Denis Pelletier estime que « les catégories proposées par René Rémond — droite légitimiste, droite orléaniste, droite bonapartiste — ne fonctionnent plus depuis les années 1970 », notamment parce que « les enjeux de genre ont très profondément modifié les équipes politiques en France ».
Ce sont davantage des essayistes que de véritables historiens qui ont inspiré René Rémond pour cet ouvrage : il livre par exemple qu'il a une dette envers Albert Thibaudet et ses Idées Politiques.
De nombreux historiens critiquèrent également l'idée même de voir l'histoire politique à travers des traditions conservant une certaine continuité. Une telle théorie survaloriserait ainsi les continuités transhistoriques et sous-estimerait l'impact du contexte. En regroupant sous la même tradition des courants d'époques différentes, on risque l'anachronisme. On comprend ainsi mal les spécificités de chaque époque, et on sous-estime les évolutions politiques. Le livre manquerait d'historicité, et aurait tendance à considérer les trois traditions comme immuables, en les détachant des observations concrètes.

## Éditions
- Pour les références des différentes éditions, voir Référence:Les Droites en France (René Rémond).